# Macalpinomyces spermophorus
Macalpinomyces spermophorus är en svampart som först beskrevs av Berk. & M.A. Curtis ex de Toni, och fick sitt nu gällande namn av Vánky 2003. Macalpinomyces spermophorus ingår i släktet Macalpinomyces och familjen Ustilaginaceae.   Inga underarter finns listade i Catalogue of Life.